# Terpios hoshinota
Terpios hoshinota är en svampdjursart som beskrevs av Rützler och Muzik 1993. Terpios hoshinota ingår i släktet Terpios och familjen Suberitidae.
Artens utbredningsområde är havet kring Japan. Inga underarter finns listade i Catalogue of Life.